# Trypophloeus dejevi
Trypophloeus dejevi är en skalbaggsart som beskrevs av Eggers 1942. Trypophloeus dejevi ingår i släktet Trypophloeus, och familjen vivlar. Arten är reproducerande i Sverige.